# 진달 (서진)
진달(陳達, 생몰년 미상)은 서진의 관리로 본관은 영천 진씨이며 오흥장성 출신이고 조부는 진준, 부친은 진광(陳匡)이다.
선조 대대로 하남성 중부 지역인 영천에 대대로 살았으나 서진 회제 시기 영가의 난이 일어나자 진달이 가족을 이끌고 남하하면서 장성현에 정착하게 되었으며 남하 도중에 승상연, 태자선마에 임명되었다. 진달이 장성현에 정착한 이후 약 200년 동안 그의 후손들은 장성현에 거주하였다. 
남북조시대 남조의 마지막 왕조인 남진을 건국한 진패선은 그의 10세손이다.

## 기타
진달이 장성현에 정착한 후, "이곳은 산천이 수려하여 왕자(王者)가 나타나면 흥할 것이니, 200년 후에 내 자손은 반드시 운이 트일 것이다." 라고 말하였다.
원문은 "此地山川秀丽，当有王者兴焉，二百年后，我子孙必钟斯运。"이다.

## 참고
- 陳達